# Bogd Khan

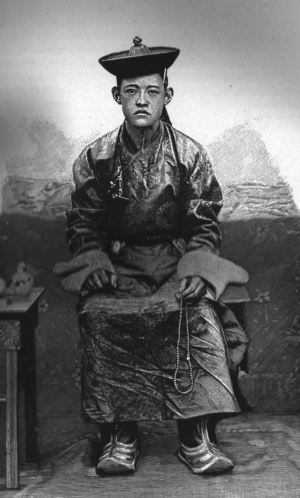
Der Bogd Khan als Jugendlicher

Der  Bogd Khan (mongolisch Богд хаан, ᠪᠣᠭᠳᠠᠬᠠᠭᠠᠨ; mit vollem Namen Ngawang Lobsang Chökyi Nyima Tendzin Wangchug, tibetisch ཁལ་ཁ་རྗེ་བཙུན་དམ་པ་ངག་དབང་བློ་བཟང་ཆོས་ཀྱི་ཉི་མ་བསྟན་པའི་དབང་ཕྱུག་ Wylie ngag dbang blo bzang chos kyi nyi ma bstan 'dzin dbang phyug,
mongolisch Агван лувсан чойжинн ямданзан ванчүг, Agwan Luwsan Tschoidschin Jamdanzan Wantschüg; auch Bogdo Jebtsun Damba Hutuchtu; geb. 1869 /1870 in Lhasa; gest. 17. April 1924 (20. April 1924) in Urga) war der achte Jebtsundamba Khutukhtu, also das religiöse Oberhaupt des Buddhismus in der Mongolei. Nach dem Zusammenbruch der Qing-Dynastie wurde er im Dezember 1911 zum Bogd Khan, dem Herrscher der nun unabhängigen Äußeren Mongolei, ernannt. Obwohl er ein Lama war, war er verheiratet. Seine erste Frau, die im Jahr 1876 geborene Dondogdulam, die als „Ekh Dagina“ bekannt wurde, starb 1923. Noch im selben Jahr heiratete er die im Jahr 1905 geborene Genepil (geboren als: Tseyenpil), die bereits verheiratet war. Nach dem Tod von Bogd Khan kehrte Genepil zu ihrer Familie zurück und kam mit dieser im Jahr 1937 im Rahmen der Stalinschen Säuberungen in Gefangenschaft, ehe sie und ihre Angehörigen wenig später im Jahr 1938 ermordet wurden.

## Leben
Der Bogd Khan wurde 1869 oder 1870, nach dem Tod des siebten Jebtsundamba Khutukhtu, also des geistlichen Oberhaupts der Mongolei, in Lhasa in Tibet geboren. Nach dem russischen Orientalisten Alexei Matwejewitsch Posdnejew verbrachte er die ersten Jahre seines Lebens mit seiner Mutter im Potala-Palast und kam bald darauf nach Urga, dem heutigen Ulaanbaatar.

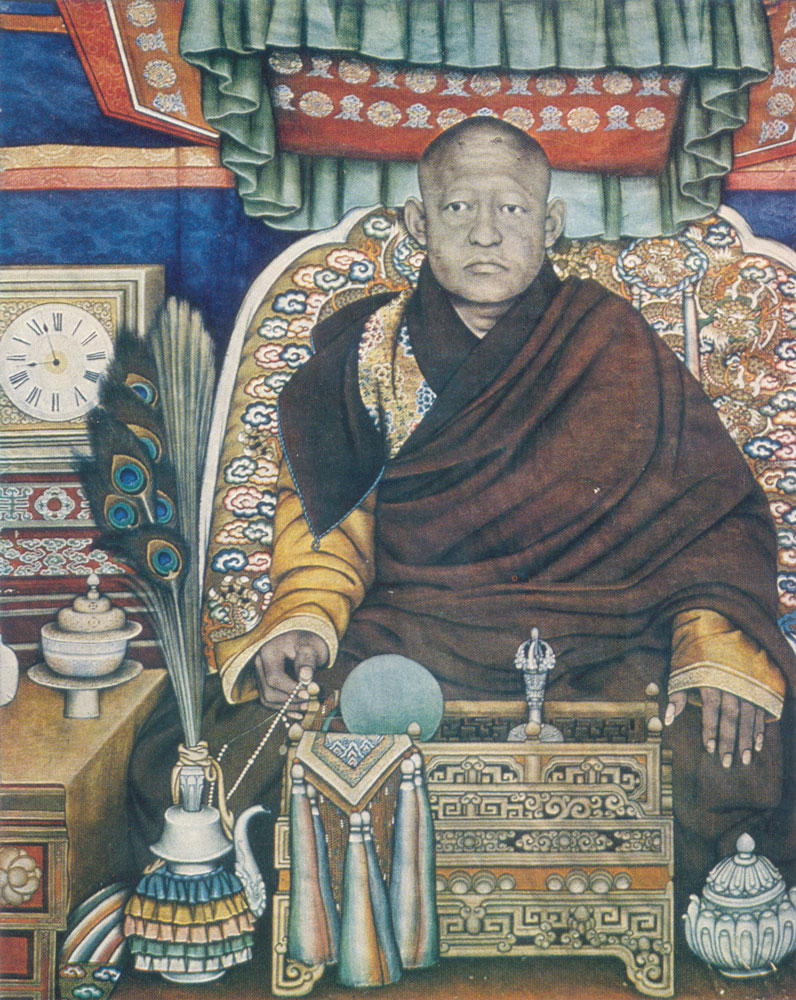
Porträt des Bogd Khans von Mardsan Scharaw

Nach dem Zusammenbruch der Qing-Dynastie wurde er am 1. Dezember 1911 oder am 29. Dezember 1911 zum Khan, also dem Herrscher der nun unabhängigen äußeren Mongolei, erhoben. Heute zeugen noch einige Bauwerke, wie etwa der Winterpalast des Bogd Khan in Ulan Baator von seiner Regierungszeit.
Als chinesische Truppen die Mongolei 1919 besetzten, wurde der Bogd Khan abgesetzt und unter Hausarrest gestellt. Nachdem der russische Monarchist Roman von Ungern-Sternberg 1921 Teile der Mongolei unterwarf, konnte er Bogd Khan unter seine Kontrolle bringen und als Marionette wiedereinsetzen.
Durch die von Damdin Süchbaatar angeführten Revolutionäre der Mongolischen Volksarmee wurde die kurze Schreckensherrschaft von Ungern-Sternberg beendet und die Mongolei in einen pro-sowjetischen Staat umgewandelt; der Bogd Khan wurde von der mongolischen revolutionären Volkspartei geduldet und blieb mit stark eingeschränkten Rechten bis zu seinem Tod am 17. April 1924 (20. April 1924) im Amt. 1929 verbot die Regierung die Suche nach einem neuen Trülku, also einem Nachfolger des Bogd Khan.
Tibetische Lamas erklärten später, der 1932 in Lhasa geborene Jampel Namdröl Chökyi Gyeltshen sei eine Reinkarnation des Jebtsundamba Khutukhtu. Nach dem Ende des Realsozialismus in der Mongolei wurde dieser 1990 offiziell von Tendzin Gyatsho, dem 14. Dalai Lama, als neunter Jebtsundamba Khutukhtu, also als geistliches Oberhaupt der mongolischen Buddhisten bestätigt.